# Сантессон, Рольф
Рольф Са́нтессон (швед. Rolf Santesson, 1916—2013) — шведский лихенолог, член Шведской королевской академии наук.

## Биография
Рольф Сантессон родился 19 апреля 1916 года в пригороде Тролльхеттана в лене Эльвсборг (ныне в лене Вестра-Гёталанд). В 1939 году получил степень магистра, защитив диссертацию по земноводным лишайникам юга Швеции.
В 1939 году Сантессон отправился на восьмимесячную экспедицию в Патагонию и на Огненную Землю вместе с орнитологом Клаэсом Ульрогом. Из-за начавшейся в Европе Второй мировой войны Сантессон смог вернуться в Швецию только через два года.
Вернувшись в Швецию, Сантессон принялся систематически обрабатывать привезённые им из Южной Америки образцы. С 1946 по 1952 он работал над монографией налиственных лишайников, ставшей его самой известной работой — Foliicolous Lichens. В 1952 году Уппсальский университет присвоил Сантессону степень доктора. В Уппсале Сантессон и Ю. А. Наннфельдт подготавливали общую классификацию грибов — Сантессону принадлежало авторство большей части обработки лишайников.
В 1954 году Сантессон принимал участие в экспедиции парижского VIII Международного ботанического конгресса во Французскую Гвинею и Кот-д’Ивуар.
Впоследствии Рольф Сантессон преподавал в Уппсале, в 1973 году стал профессором и главой ботанического отделения в Столгольском Музее естественной истории. В 1974 году он был избран членом Шведской академии наук.
В 1983 году Р. Сантессон ушёл на пенсию, продолжив изучение лишайников. В 1993 году вышел его определитель лишайников The Lichens and Lichenicolous Fungi of Sweden and Norway.
Сантессон посетил множество регионов мира, занимаясь сбором образцов лишайников: в 1946, 1954 и 1987 — Францию и Швейцарию, в 1959 — Испанию, в 1961, 1963 и 1968 — Великобританию и Ирландию, в 1968 — Тенерифе, в 1969 — Исландию, в 1970 и 1971 — Кению и Танзанию, в 1978 — Мадейру, в 1981 — Перу, в 1987 — Китай, в 1991 — Португалию, в 1995 — Мексику. В 1991 году Сантессон путешествовал по Дальнему Востоку России.
В 1992 году Сантессон был удостоен медали Ахариуса.
17 сентября 2013 года Рольф Сантессон скончался в возрасте 97 лет.

## Некоторые научные публикации
- Santesson, R. Über die Zonationsverhältnisse der lakustrinen Flechten einiger Seen im Anebodagebiet (нем.) // Meddelanden från Lunds universitets limnologiska institution : magazin. — 1939. — Bd. 1. — S. 1—70.
- Santesson, R. Foliicolous lichens 1 (неопр.) // Symbolae Botanicae Upsalienses. — 1952. — Т. 12, № 1. — С. 1—590.
- Santesson, R. The Lichens of Sweden and Norway. — Stockholm, 1984. — 333 p. — ISBN 91-86510-00-2.
- Santesson, R. The Lichens and Lichenicolous Fungi of Sweden and Norway. — Lund, 1993. — 240 p. — ISBN 91-971255-8-X.
- Santesson, R.; Moberg, R.; Nordin, A.; Tönsberg, T.; Vitikainen, O. Lichen-forming and Lichenicolous Fungi of Fennoscandia. — Uppsala, 2004. — 359 p. — ISBN 91-972863-6-2.

## Роды грибов, названные в честь Р. Сантессона
- Santessonia Hale & Vobis, 1978
- Santessoniella Henssen, 1997
- Santessoniolichen Tomas. & Cif., 1952